# Mosquer de matollar amazònic
El mosquer de matollar amazònic (Sublegatus obscurior) és un ocell de la família dels tirànids (Tyrannidae).

## Hàbitat i distribució
Habita garrigues, bosc obert i sabana de les terres baixes des del sud-est de Colòmbia, centre i nord-est de Veneçuela i Guaiana cap al sud fins l'est del Perú, nord-oest de Bolívia i Brasil amazònic.